# دهستان قلعه عسگر
دهستان قلعه عسگر نام دهستانی در بخش لاله زار شهرستان بردسیر، استان کرمان در ایران است. براساس سرشماری مرکز آمار ایران در سال ۱۳۹۵، جمعیت آن ۵۷۳۹ نفر (۱۹۱۱ خانوار) بوده‌است.